# Khuit I
Khuit I là một nữ hoàng Ai Cập sống ở giữa triều đại Ai Cập thứ 5.
Bà được chôn cất ở mastaba D 14 tại Saqqara. Nhà Ai Cập học người Áo Wilfried Seipel đã gợi ý rằng đó là nữ hoàng của pharaoh Menkauhor Kaiu. Dựa trên dữ liệu của những ngôi mộ xung quanh chôn cất của Khuit, Seipel lập luận rằng bà sống trong giữa triều đại thứ năm. Tiếp tục bằng cách loại bỏ, Seipel quy các nữ hoàng được biết đến cho mỗi vị vua của thời kỳ, chỉ để Menkauhor trở thành ứng cử viên cho vị cua cho bà. Những lập luận này bị chỉ trích bởi nhà Ai Cập học người Pháp Michel Baud, người quan sát rằng các pharaoh có thể có nhiều hơn một nữ hoàng.
Một nữ hoàng khác tên là Meresankh IV thường được đề nghị là vợ của Menkauhor Kaiu và do đó có thể là một người đương đại của Khuit.
Khuit tổ chức các chức danhGreat one of the hetes-sceptre (wrt-Hetes), She who sees Horus and Seth (m33t-HRW-stsh), Great of Praises, King’s Wife, his beloved, Attendant of the Great One, King’s Daughter, and King’s Wif.